# Хвостиков, Иван Андреевич
Иван Андреевич Хво́стиков (1906—1969) — советский физик. Специалист по исследованию верхних слоев атмосферы.

## Биография
Родился в 1906 году в Ташкенте (ныне Узбекистан). И. С. Шкловский называл И. А. Хвостикова внебрачным сыном великого князя Николая Константиновича. С начала 1930-х годов работал в ГОИ и учился в аспирантуре. Ученик и сотрудник С. И. Вавилова.
В 1934 году участвовал в Эльбрусской экспедиции, совершил полёт на субстратостате.
В конце 1934 года защитил кандидатскую диссертацию и в мае следующего года по ходатайству С. И. Вавилова был зачислен в докторантуру. Профессор (1935). Доктор физико-математических наук.
В 1935—1946 зав. лабораторией атмосферной оптики Института геофизики АН СССР (Ленинград, с 1941 Москва).
В 1943—1948 годах профессор кафедры физики МГУ имени М. В. Ломоносова.
Профессор ВВИА имени Н. Е. Жуковского, научный сотрудник ГФИАН.
По информации, которая приводится в книге: Шкловский И. С. Эшелон. Невыдуманные рассказы. — М.: «Новости», 1991. — 222 с., Хвостиков был обвинен в подтасовке результатов исследований (с помощью использования мощных военных прожекторов), выдав прожекторные блики за серебристые облака, и после разоблачения лишён звания лауреата Сталинской премии и уволен из ВВИА.
С 1964 году руководитель рабочей группы по серебристым облакам Межведомственного геофизического комитета.
Умер от быстротечного рака 7 августа 1969 года.

## Научная деятельность
Автор исследований, давших объяснение высотному расположению серебристых облаков. В 1952 г. выдвинул гипотезу, получившую название конденсационной (или ледяной), согласно которой серебристые облака имеют строение, подобное строению перистых облаков, состоящих из кристалликов льда.

### Сочинения
- Свечение ночного неба. Ответственный редактор С. И. Вавилов. (Москва — Ленинград: Издательство Академии наук СССР, 1937. — Серия научно-популярная)
- Свечение ночного неба [Текст] / И. А. Хвостиков. — М. ; Л. : 2-я тип. Изд-ва АН СССР, 1948 (М.). — 496 с., 19 л. ил. : ил. ; 22 см.

В 1960-х годах опубликовал две большие монографии:
- Физика озоносферы и ионосферы. Москва Изд-во Акад. наук СССР 1963. 663 с., 3 л. ил. ил. 26 см
- Высокие слои атмосферы, [Текст] Ленинград : Гидрометеорологическое издательство , 1964 .- 605, [2] c. .- ил.

## Награды
- Сталинская премия второй степени (1949) — за научные исследования в области атмосферной оптики (1948)